# Мерл золотогрудий
Мерл золотогрудий (Lamprotornis regius) — вид горобцеподібних птахів родини шпакових (Sturnidae). Мешкає в Східній Африці.

## Опис

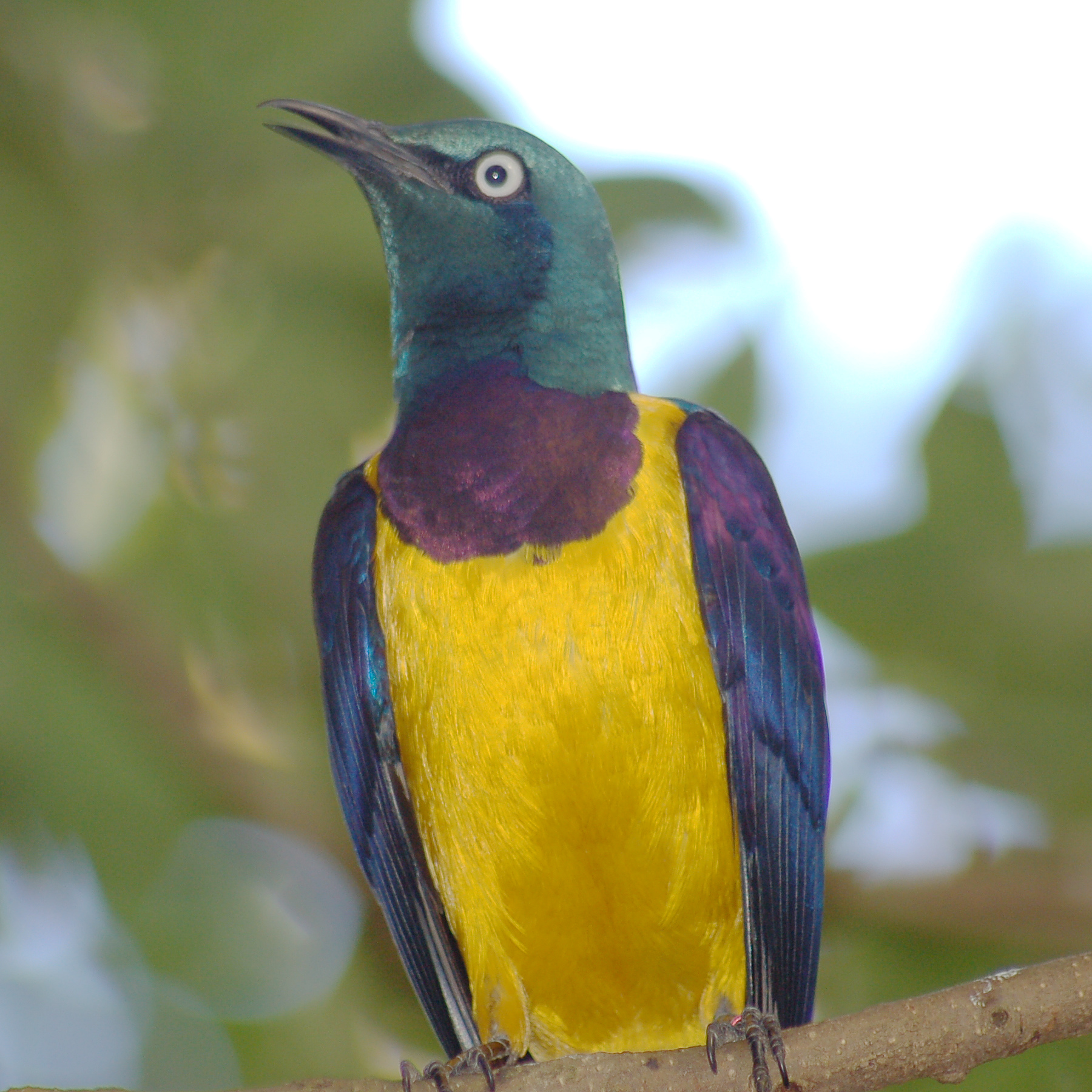
Золотогрудий мерл

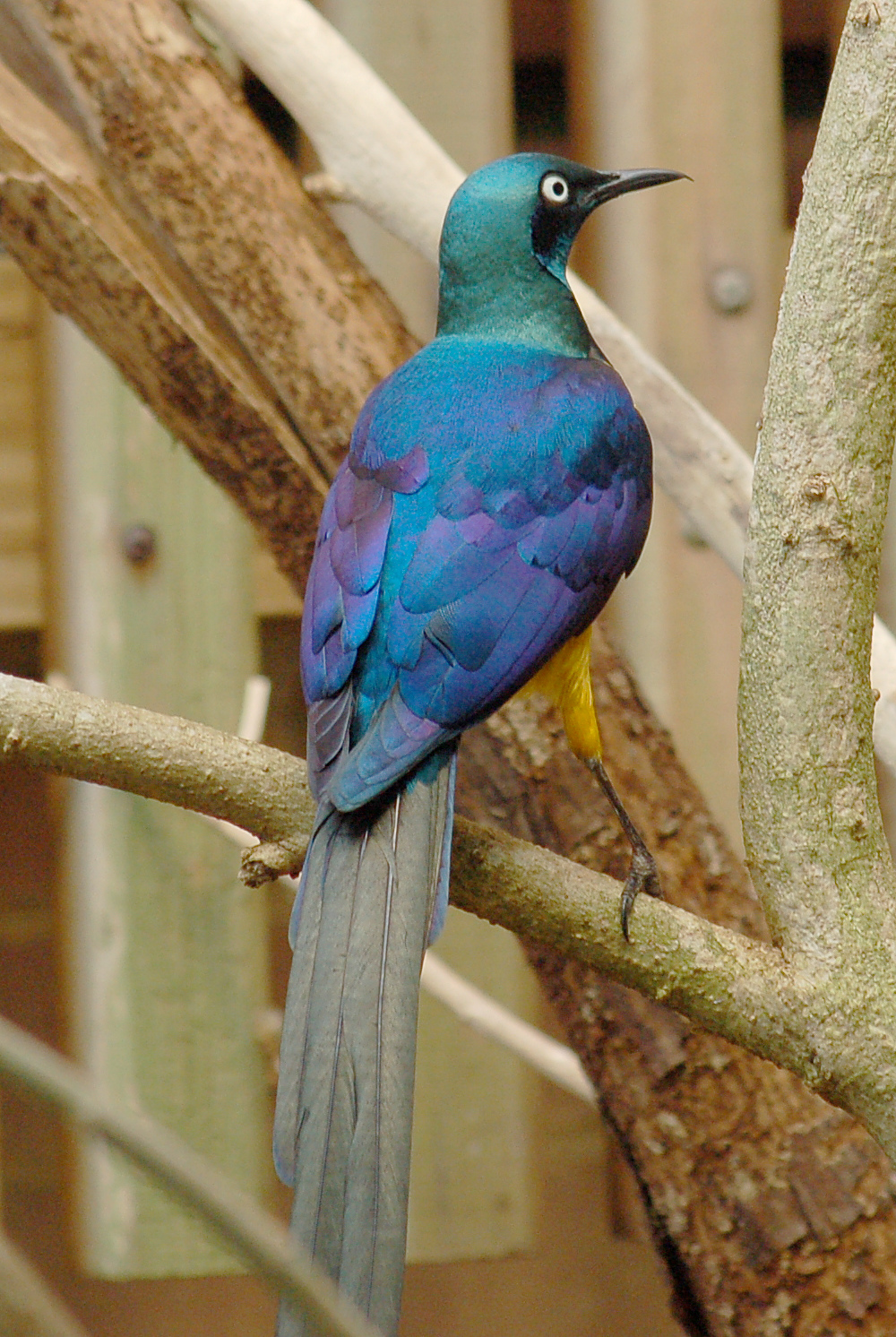
Золотогрудий мерл

Довжина птаха становить 30-35 см, враховуючи довгий, загострений хвіст. Верхня частина тіла, горло і хвіст синьо-зелені з металевим відблиском, крила і горло синьо-фіолетові, блискучі, решта нижньої частини тіла золотисто-жовті. Райдужки білуваті.

## Поширення і екологія
Золотогруді мерли мешкають в Ефіопії, Сомалі, Кенії і Танзанії. Вони живуть в сухих саванах, акацієвих рідколіссях і чагарникових заростях. Зустрічаються зграйками від 3 до 12 птахів. На відміну від інших мерлів, які живляться переважно плодами, раціон золотогрудих мерлів складається переважно з термітів та інших комах, яких вони ловлять в польоті або на землі. Також вони доповнюють свій раціон равликами, паууками, ракоподібними і дрібними хребетними, такими як ящірки.
Золотогруді мерли є моногамними птахами, гніздяться невеликими колоніями. Вони будують гнізда в дуплах дерев, зокрема в покинутих дуплах дятлів, встелюючи їх сухою травою, корінцями і листям. В кладці від 3 до 5 блакдно-синьо-зелених яєць, поцяткованих дрібними червонувато-коричневими плямками.